# Herman Van Loo
Herman Van Loo (nascido em 14 de janeiro de 1945) é um ex-ciclista belga que competia em provas de pista. Representou seu país, Bélgica, na perseguição individual nos Jogos Olímpicos de Verão de 1964.